# Філдінг (Юта)
Філдінг (англ. Fielding) — місто (англ. town) в США, в окрузі Бокс-Елдер штату Юта. Населення — 546 осіб (2020).

## Географія
Філдінг розташований за координатами 41°48′44″ пн. ш. 112°7′2″ зх. д. / 41.81222° пн. ш. 112.11722° зх. д. (41.812179, -112.117229).  За даними Бюро перепису населення США в 2010 році місто мало площу 1,17 км², уся площа — суходіл. В 2017 році площа становила 1,11 км², уся площа — суходіл.

## Демографія
Згідно з переписом 2010 року, у місті мешкало 455 осіб у 148 домогосподарствах у складі 124 родин. Густота населення становила 388 осіб/км².  Було 157 помешкань (134/км²).
Расовий склад населення:
| - 93,8 % — білих - 1,3 % — корінних американців - 0,2 % — азіатів - 4,0 % — осіб інших рас |

До двох чи більше рас належало 0,7 %. Частка іспаномовних становила 7,5 % від усіх жителів.
За віковим діапазоном населення розподілялося таким чином: 31,4 % — особи молодші 18 років, 53,4 % — особи у віці 18—64 років, 15,2 % — особи у віці 65 років та старші. Медіана віку мешканця становила 31,4 року. На 100 осіб жіночої статі у місті припадало 99,6 чоловіків;  на 100 жінок у віці від 18 років та старших — 103,9 чоловіків також старших 18 років.
Середній дохід на одне домашнє господарство  становив 59 712 долари США (медіана — 50 909), а середній дохід на одну сім'ю — 64 456 доларів (медіана — 53 750). Медіана доходів становила 50 417 доларів для чоловіків та 38 472 долари для жінок. За межею бідності перебувало 12,2 % осіб, у тому числі 17,9 % дітей у віці до 18 років та 1,7 % осіб у віці 65 років та старших.
Цивільне працевлаштоване населення становило 186 осіб. Основні галузі зайнятості: виробництво — 24,2 %, роздрібна торгівля — 17,7 %, освіта, охорона здоров'я та соціальна допомога — 17,7 %.